# 嘉州 (北周)
嘉州，南北朝时设置的州。
北周宣政二年（579年）改青州置，治所在平羌县（今四川省乐山市东北）。隋朝大业二年（606年）并入眉州。三年（607年）改为眉山郡。唐朝武德元年（618年）又改为嘉州。治所在龙游县（今乐山市）。仪凤以后，辖境相当今四川省乐山、峨眉山、夹江、犍为、沐川、马边等市县地。天宝初年，改为犍为郡。乾元初年，复为嘉州。诗人岑参曾为嘉州刺史，时人称为岑嘉州。
南宋庆元二年（1196年）升为嘉定府。
| 隋代行政区划变迁 | 隋代行政区划变迁 | 隋代行政区划变迁 | 隋代行政区划变迁 | 隋代行政区划变迁 | 隋代行政区划变迁                                        |
| 区分             | 開皇元年         | 開皇元年         | 開皇元年         | 区分             | 大業三年                                                |
| ---------------- | ---------------- | ---------------- | ---------------- | ---------------- | ------------------------------------------------------- |
| 州               | 眉州             | 眉州             | 嘉州             | 郡               | 眉山郡                                                  |
| 郡               | 齐通郡           | 青神郡           | 平羌郡           | 县               | 通義县 丹稜县 青神县 龙游县 平羌县 峨眉县 夾江县 洪雅县 |
| 县               | 齐通县 洪雅县    | 青神县           | 平羌县           | 县               | 通義县 丹稜县 青神县 龙游县 平羌县 峨眉县 夾江县 洪雅县 |

| 唐朝嘉州辖县 | 唐朝嘉州辖县                                                                                             |
| ------------ | --- |
| 618年        | 龙游县、绥山县、玉津县、南安县、通義县、丹棱县、青神县、平羌县、峨眉县、夾江县、洪雅县（增资官县）       |
| 619年        | 龙游县、绥山县、玉津县、平羌县、峨眉县、夾江县、资官县（南安县、通義县、丹棱县、洪雅县、青神县改属眉州） |
| 632年        | 龙游县、绥山县、玉津县、平羌县、峨眉县、夾江县（资官县改属荣州）                                         |
| 665年        | 龙游县、玉津县、平羌县、峨眉县、夾江县（绥山县改属沐州）                                                 |
| 674年        | 龙游县、玉津县、平羌县、峨眉县、夾江县（犍为县来属）                                                     |
| 676年        | 龙游县、玉津县、平羌县、峨眉县、夾江县、犍为县（绥山县来属）                                             |
| 678年        | 龙游县、玉津县、平羌县、峨眉县、夾江县、犍为县、绥山县（增罗目县）                                       |
| 692年        | 龙游县、玉津县、平羌县、峨眉县、夾江县、犍为县、绥山县、罗目县                                           |
| 700年        | 龙游县、玉津县、平羌县、峨眉县、夾江县、犍为县、绥山县、罗目县（增废乐都县）                             |
| 760年        | 龙游县、玉津县、平羌县、峨眉县、夾江县、犍为县、绥山县、罗目县                                           |
| 826年        | 龙游县、玉津县、平羌县、峨眉县、夾江县、犍为县、绥山县、罗目县                                           |

唐朝嘉州刺史
- 周孝节（武德年间）
- 尹势（武德、贞观年间）
- 元仁师（贞观年间）
- 白君慜（贞观年间）
- 李思行（贞观年间—永徽初年）
- 李无或（672年—674年）
- 沈伯仪（688年）
- 孙俊（武周初年）
- 刘崇直（武周时）
- 刘守敬（武周时）
- 卢元庄（武周时）
- 高某（唐中宗时）
- 柳儒（开元初年）
- 冯守忠（727年）
- 马正会（开元前期）
- 韦涣（开元年间）
- 李谦顺（开元末年）
- 李行冈（唐肃宗时）
- 张某（乾元、上元年间）
- 崔某（763年）
- 岑参（765年—768年）
- 李浚（大历年间）
- 崔某（大历年间）
- 苏份（780年前）
- 张评士（贞元年间）
- 卢士珵（贞元年间）
- 薛銚（贞元年间）
- 崔佐时（贞元年间—805年）
- 王良士（813年）
- 李镕（元和年间）
- 王正謩（838年）
- 李凯（唐文宗时）
- 元谷（844年）
- 崔彦冲（853年后）
- 李宗长（大中、咸通年间）
- 李评（861年—862年）
- 吴行鲁（867年—868年）
- 杨忞（869年）
- 薛能（咸通年间）
- 束乡励（876年）
- 王宗瑶（光启年间）
- 朱实（890年）
- 王宗裕（892年）
- 王宗佶（景福、乾宁年间）
- 王宗弼（乾宁、光化年间）
- 周庠（天祐年间）